# Amblyomma rotundatum
Amblyomma rotundatum es una especie de garrapata dura del género Amblyomma, subfamilia Amblyomminae. Fue descrita científicamente por Koch en 1844.
Se distribuye por Bolivia, Argentina, Brasil, Colombia, Costa Rica, Guayana Francesa, Granada, Guadalupe, Guatemala, Jamaica, Martinica, México, Panamá, Perú, Surinam, Trinidad y Tobago y Venezuela.